# Gonet & Cie
Gonet & Cie ist ein auf die Anlageberatung und Vermögensverwaltung spezialisierter Schweizer Privatbankier. Das Bankhaus wurde 1845 von Louis Gonet in Genf gegründet und ist in Form einer Kommanditgesellschaft mit derzeit zwei unbeschränkt und solidarisch haftenden Teilhabern organisiert. Mit Pierre Gonet und seinem Sohn Nicolas Gonet befindet sich die Bank unter der Führung der fünften bzw. sechsten Generation. Gonet & Cie ist auf die Vermögensverwaltung für Privatkunden und auf Dienstleistungen im Bereich Family-Office spezialisiert. 